# Presse périodique québécoise du XXe siècle

Cet article présente un tableau de la presse périodique québécoise du XXe siècle.
| Titre                            | Devise | Lieu                | Fondateur(s) | Périodicité               | Durée |
| -------------------------------- | ------ | ------------------- | --- | ------------------------- | --- |
| L'Industriel                     |        | Shawinigan          | J.-Alexis Dufresne |                           | 1902 à 1916 |
| Le Canada                        |        | Montréal            | |                           | 4 avril 1903 au 7 novembre 1954 |
| Le Nationaliste                  |        | Montréal            | Olivar Asselin, Henri Bourassa, Napoléon Bourassa | hebdomadaire              | 6 mars 1904 au 28 septembre 1922 (fusionne avec l'édition hebdomadaire du journal Le Devoir et devient brièvement Le Nationaliste et le Devoir, qui paraît le samedi),                                                          |
| L'Action sociale                 |        | Québec              | mouvement de l'Action sociale catholique à l'initiative des abbés Stanislas-Alfred Lortie et Paul-Eugène Roy et de l'avocat Adjutor Rivard et soutenu par l'archevêque de Québec, Mgr Louis-Nazaire Bégin | quotidien et hebdomadaire | 21 décembre 1907 à juin 1915 (change de titre pour L'Action catholique) |
| Le Nouveau Trois-Rivières        |        | Trois-Rivières      | Jean-Baptiste Meilleur-Barthe |                           | 1908 au 8 octobre 1920 (reprend le nom Le Trifluvien en 1917, cède ses actifs au Nouvelliste en 1920) |
| Le Bien Public                   |        | Trois-Rivières      | Joseph Barnard soutenu par l'archevêché de Trois-Rivières | hebdomadaire              | 1909 à 1978 |
| Le Courrier de Grand' Mère       |        | Grand-Mère          | Elzéar Dallaire | hebdomadaire              | 1909 à 1917 (devient La Semaine de 1914 à 1917) |
| Le Courrier                      |        | Trois-Rivières      | |                           | 1913 à 1917 |
| L'Action catholique              |        | Québec              | |                           | 1915 à 1962 (change de titre pour L'Action) |
| L'Écho du Saint-Maurice          |        | Shawinigan          | Elzéar Dallaire | hebdomadaire              | 1915 à 1974 (devient L'Hebdo du Saint-Maurice en 1974) |
| The St. Maurice Valley Chronicle |        | Trois-Rivières      | Robert J. Clark, Vivian Burrill | hebdomadaire              | 1918 à 1970 |
| L'Écho de St-Justin              |        | Saint-Justin        | Denis Gérin |                           | 1921 à 1977 (devient L'Écho de Louiseville et du comté de Maskinongé en 1948, puis L'Écho de Louiseville en 1969, puis fusionne avec Le Courrier de Berthierville en 1977 pour former L'Écho de Louiseville / Berthier en 1977) |
| The Shawinigan Standard          |        | Shawinigan          | David Raymond Wilson | hebdomadaire              | 1928 à 1970 |
| Le Petit Journal                 |        | Montréal            | | hebdomadaire              | 1926 à 1978 |
| L'Illustration                   |        |                     | |                           | 1930 à 1978 (devient L'Illustration nouvelle puis Montréal-Matin) |
| L'Avenir du Cap                  |        | Cap-de-la-Madeleine | Hervé-Edgar Brunelle | hebdomadaire              | 1935 à 1953 (devient L'Avenir de la Mauricie en 1952 et 1953) |
| Les Chutes de Shawinigan         |        | Shawinigan          | J.-Armand Foucher | hebdomadaire              | 26 octobre 1938 au 24 décembre 1968 |
| L'Écho de La Tuque               |        | La Tuque            | Clément Marchand, Raymond Douville | hebdomadaire              | 1938 à |
| Le Laurentien de Grand' Mère     |        | Grand-Mère          | J.-Armand Foucher | hebdomadaire              | 1938 à 1968 |
| Le Sport                         |        | Shawinigan          | | hebdomadaire              | 13 avril 1945 au 24 mai 1946 (devient La Voix de Shawinigan en 1946) |
| La Voix de Shawinigan            |        | Shawinigan          | | hebdomadaire              | 7 juin 1946 à 1978 (devient La Voix de Shawinigan-Grand-Mère en 1978) |
| Le Courrier de Laviolette        |        | Grand-Mère          | | hebdomadaire              | 1952 à 1972 |
| Perspectives                     |        | Montréal            | | hebdomadaire              | 12 septembre 1959 au 18 décembre 1982 |
| L'Action                         |        | Québec              | |                           | 1962 à 1971 |
| L'Action-Québec                  |        | Québec              | |                           | 1971 à 1973 |
| Le Pont                          |        | Grand-Mère          | Claude Rompré | hebdomadaire              | 1979 à |